# Dietrich Brandis

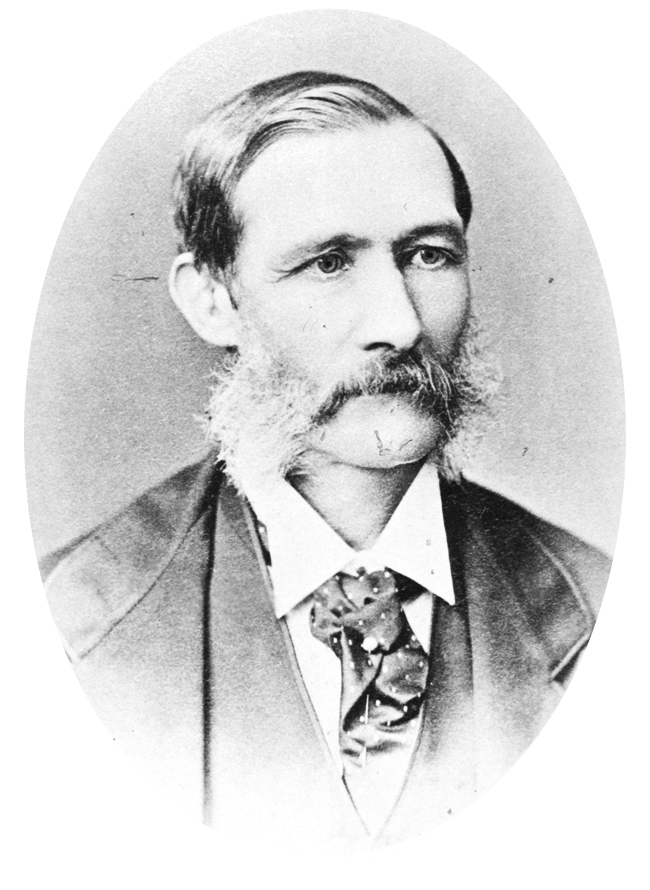
Sir Dietrich Brandis

Sir Ludwig Christian Georg Dietrich Brandis (* 31. März 1824 in Bonn, Rheinprovinz; † 28. Mai 1907 ebenda) war ein preußischer, deutscher Botaniker, der als Begründer der tropischen Forstwirtschaft gilt. Sein offizielles botanisches Autorenkürzel lautet „Brandis“.

## Leben und Wirken
Er wurde als Sohn des Philosophieprofessors Christian August Brandis geboren. Nach seinem Schulbesuch in Bonn studierte er von 1843 bis 1848 Physik, Zoologie, Botanik und Chemie in Bonn, Kopenhagen und Göttingen. Er wurde 1844 Mitglied der Burschenschaft Fridericia Bonn. Er wurde 1848 an der Universität Bonn promoviert und 1849 am gleichen Ort für Botanik und Pflanzenchemie habilitiert. Bis 1855 betätigte er sich als Privatdozent und Kustos des Botanischen Gartens der Universität. 1856 wurde er „Superintendent of Forests“ der Provinz Pegu in Burma, bis er dann 1858 der Leiter der Forstverwaltung für ganz British-Burma wurde. Ab 1862 war er Forstlicher Berater der indischen Zentralregierung in Kalkutta und wurde 1864 Generalinspekteur des Indischen Forstamtes in Dehra Dun. Aus der von ihm 1879 gegründeten, ersten zentralen indischen Forstschule entwickelte sich später das Imperial Forest Research Institute, welches bis heute als Forest Research Institute Dehradun (FRI) besteht.
Bereits in Burma hatte Brandis ein Verfahren zur Bestimmung des forstwirtschaftlichen Nutzwerts und zur Bewirtschaftung von Teakwäldern entwickelt. Laut Herbert Hesmer handelte es sich um einen „Wendepunkt“ in der globalen Geschichte der tropischen Forstwirtschaft. Ferner setzte sich Brandis für Entwicklungsmöglichkeiten einheimischer Bevölkerungsgruppen innerhalb der Kolonialwirtschaft Britisch-Indiens ein, scheiterte mit seinen Konzepten jedoch an vorgesetzten Verwaltungsorganen. Einige der von ihm erdachten kolonialforstlichen Programme, wie die Kultivierung von Bambus als Hüttenbaumaterial oder die Aufforstung von Gemeindewäldern, sollten später in der Kolonie Deutsch-Ostafrika angewandt werden.
1878 wurde er als Companion in den Order of the Indian Empire aufgenommen und 1887 als Knight Commander desselben Ordens geadelt („Sir“).
Dietrich Brandis ist der Vater des Juristen und Reichsgerichtsrats Bernhard Brandis (1875–1935) und Großvater des Mikrobiologen Henning Brandis.
Rudyard Kipling setzte Brandis und seinem Nachfolger im Amt des Generalinspekteurs der Indischen Forsten, Berthold Ribbentrop, in der Erzählung Im Walde ein literarisches Denkmal.

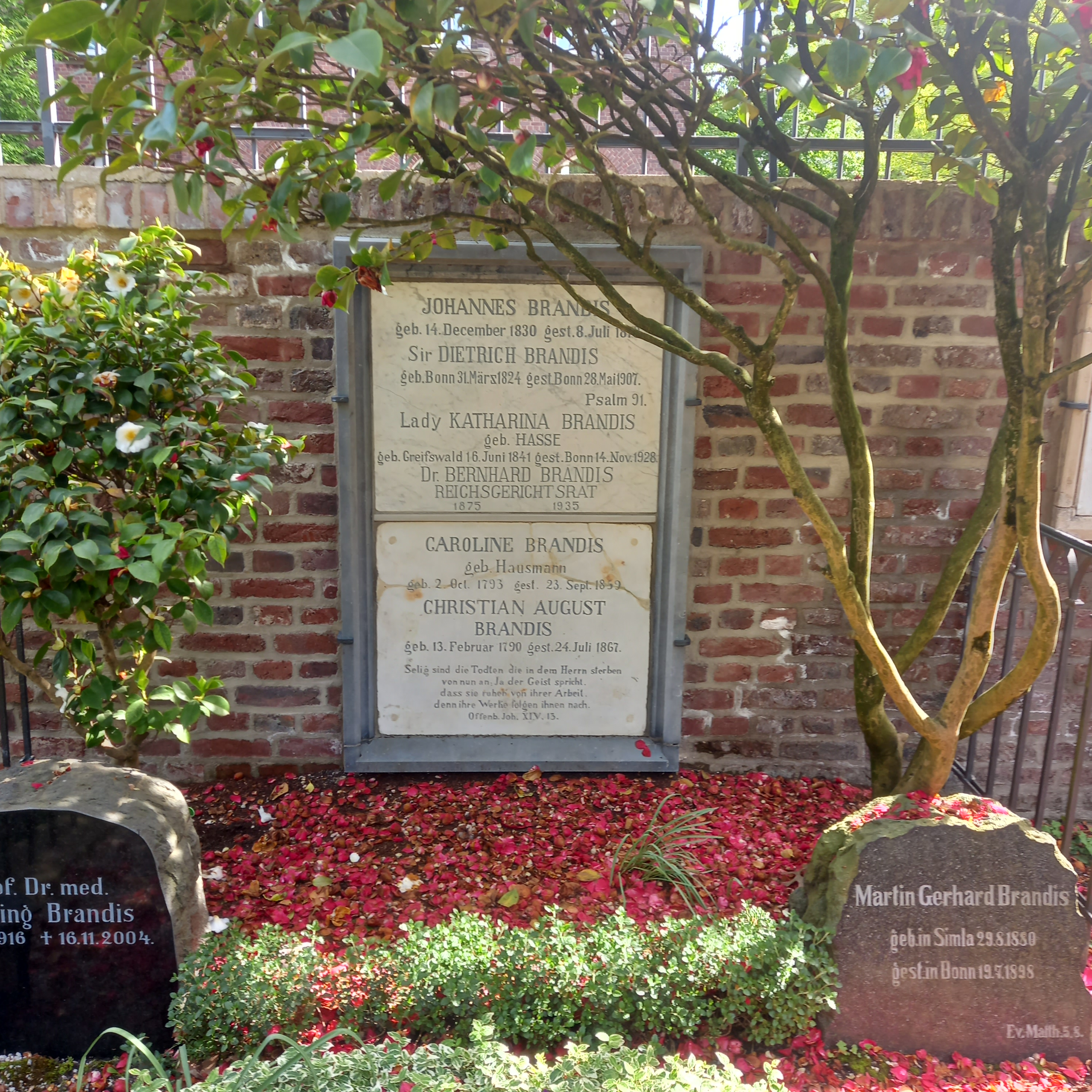
Das Grab von Dietrich Brandis und seiner Ehefrau Katharina geborene Hasse im Familiengrab auf dem Alten Friedhof in Bonn

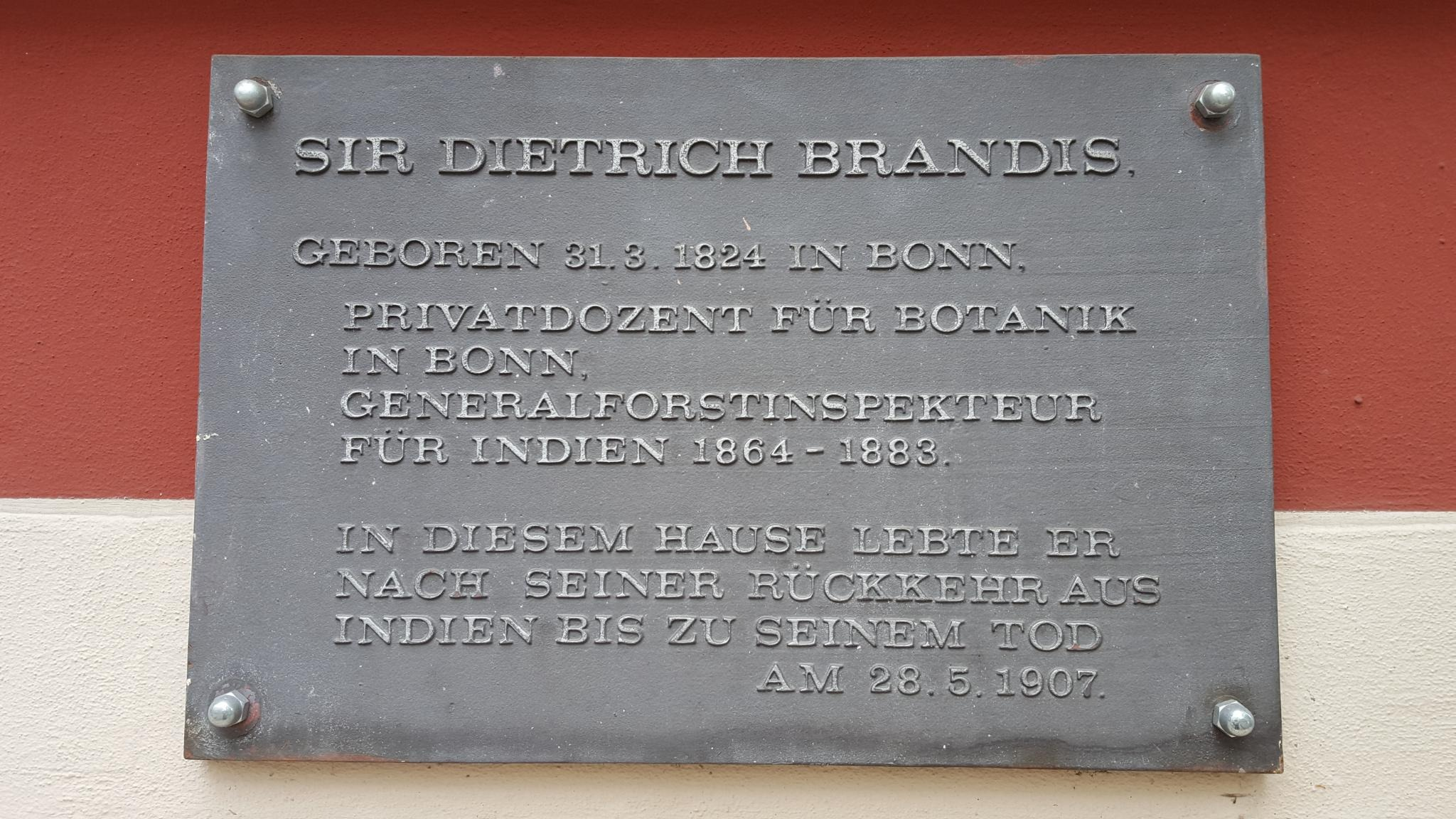
Gedenktafel am Haus Kaiserstraße 27 in Bonn

Das Grab von Sir Dietrich Brandis befindet sich auf dem Alten Friedhof Bonn. An seinem ehemaligen Wohnsitz in der Kaiserstraße 27 erinnert eine Gedenktafel an ihn.

## Werke
- The Forest Flora of North-West and Central India: A Handbook of the Indigenous Trees and Shrubs of those Countries, 1874
- Illustrations of the Forest Flora of North-West and Central India, 1874 Scan
- Indian Trees: An Account of Trees Shrubs Woody Climbers Bamboos & Palms Indigenous or Commonly Cultivated in the British Indian Empire, 1906